# Mariana Waldstein
Maria Anna von Waldstein und Wartenberg, markiza de Santa Cruz (ur. 30 maja 1763 w Wiedniu, zm. 21 czerwca 1808 w Fano) – hiszpańska arystokratka pochodzenia austriackiego, członkini Królewskiej Akademii Sztuk Pięknych św. Ferdynanda

## Życiorys
Urodziła się w Wiedniu. Pochodziła z austriacko-czeskiej rodziny arystokratycznej. Jej ojcem był Emmanuel Philibert, hrabia von Waldstein-Dux, pan Duchcova, a matką księżniczka Maria Anna Theresia von Liechtenstein. W wieku 18 lat poślubiła dużo starszego od siebie wdowca, José Joaquína de Silvę-Bazána, IX markiza de Santa Cruz, i przyjechała do Hiszpanii. Jej mąż zajmował ważne stanowisko na madryckim dworze królewskim. Mieli razem trzech synów i córkę. Markiza była pasjonatką sztuki: malowała obrazy olejne i pastelowe, zwłaszcza miniatury, także rysowała i wykonywała kopie znanych dzieł. Jej nauczycielem był malarz Isidro Carnicero. Została honorową dyrektorką i członkinią Królewskiej Akademii Sztuk Pięknych św. Ferdynanda. Była kobietą o silnym charakterze i wyrazistej osobowości. Zakochał się w niej francuski ambasador w Hiszpanii Ferdinand de Guillemardet, który przed powrotem do ojczyzny zabrał ze sobą kopię jej portretu namalowanego przez Francisca Goyę. Oryginał powstał prawdopodobnie w latach 1797–1798, nie później niż w 1800.

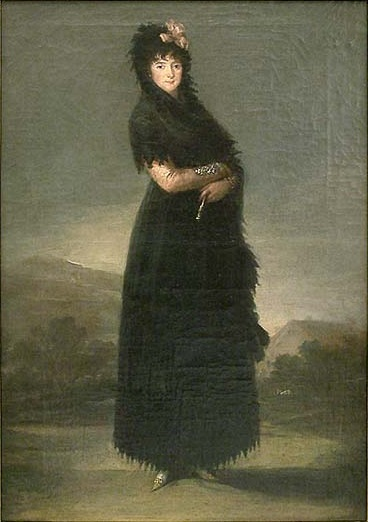
Kopia nieznanego autora (52 × 34 cm), którą Ferdinand de Guillemardet przywiózł do Francji

Skandalem był jej romans z innym ambasadorem – bratem Napoleona, Lucjanem Bonaparte, młodszym od niej o 12 lat. Jej listy do Lucjana są świadectwem łączącego ich uczucia i wielkiej pasji. W lipcu 1801 razem z trojgiem dzieci wyjechała do Paryża, gdzie spotykała się z artystami i politykami, m.in. z Napoleonem Bonaparte, kiedy ten był pierwszym konsulem. Odwiedziła malarza Jacques’a-Louisa Davida w trakcie pracy nad obrazem Napoleon przekraczający Przełęcz Świętego Bernarda w 1800 roku. W listopadzie tego samego roku Lucjan wrócił z placówki w Madrycie i razem zamieszkali w jego Zamku Plessis-Chamant, mimo krytyki Napoleona. Mariana musiała jednak szybko wrócić do Madrytu na wieść o złym stanie zdrowia jej męża, który zmarł 28 marca 1802. Po śmierci męża markiza spodziewała się oświadczyn Lucjana, które położyłyby kres plotkom i społecznej krytyce. W przeciwieństwie do Napoleona, związek ten popierał Manuel Godoy, pierwszy minister Karola IV. Dzięki swoim koneksjom markiza pośredniczyła w tajnych negocjacjach Manuela Godoya z Francją, a zacieśnienie stosunków z rodziną Bonaparte leżało w interesie pierwszego ministra. Jednak Lucjan zakochał się w dwudziestoczteroletniej Aleksandrynie Jouberthon, którą poślubił w tajemnicy i wbrew woli brata w 1803. Porzucona markiza wyjechała do Włoch, kolejnym ciosem była przedwczesna śmierć jej nastoletniej córki Marianity w 1805. Markiza zmarła 21 czerwca 1808 w Fano we Włoszech.